# زير زرد (الريف الشرقي)
زير زرد (بالفارسية: زیرزرد) هي منطقة سكنية تقع في إيران في محافظة خوزستان. يقدر عدد سكانها بـ 220 نسمة بحسب إحصاء 2016.